# Studenci (gmina Teslić)
Studenci (cyr. Студенци) – wieś w Bośni i Hercegowinie, w Republice Serbskiej, w gminie Teslić. W 2013 roku liczyła 67 mieszkańców.